# Ariobarzanes của Pontos
Ariobarzanes (trong Tiếng Hy Lạp Aριoβαρζάνης; cai trị từ 266-kh. 250 TCN) là vị vua thứ hai của vương quốc Pontus. Ông kế vị vua cha Mithridates I Ctistes vào năm 266 TCN và mất không rõ ngày tháng vào giữa những năm từ 258 và 240TCN. Ông đã thu phục được thành Amastris thuộc Paphlagonia sau khi thành đầu hàng. Ariobarzanes và cha của ông đã cầu đến sự trợ giúp của người Gaul, những người đã tiến vào Tiểu Á 20 năm trước khi Mithridates mất để chống lại quân đội Ai Cập được gửi tới bởi Ptolemaios II Philadelphos. Con trai Ariobarzanes là Mithridates II lên kế vị.